# Pereszteg
Pereszteg (németül: Perestagen) község Győr-Moson-Sopron vármegyében, a Soproni járásban. A mai település a történelmi Pereszteg falu és Sopronszécsény (németül: Sitschen) egyesítésével jött létre, 1951-ben.

## Fekvése
A Kisalföld nyugati szélén fekszik, közvetlenül az osztrák határ mellett. Felszíni vizeit az Ikva patak gyűjti össze.
A szomszédos települések a határ magyar oldalán: észak felől Hidegség, északkelet felől Fertőhomok, kelet felől Pinnye, délkelet felől Nagylózs, dél felől Sopronkövesd, nyugat felől pedig Nagycenk. Délnyugat felől Ausztriához tartozó külterületek határolják, a legközelebbi szomszéd település abból az irányból Füles (Nikitsch).

### Megközelítése

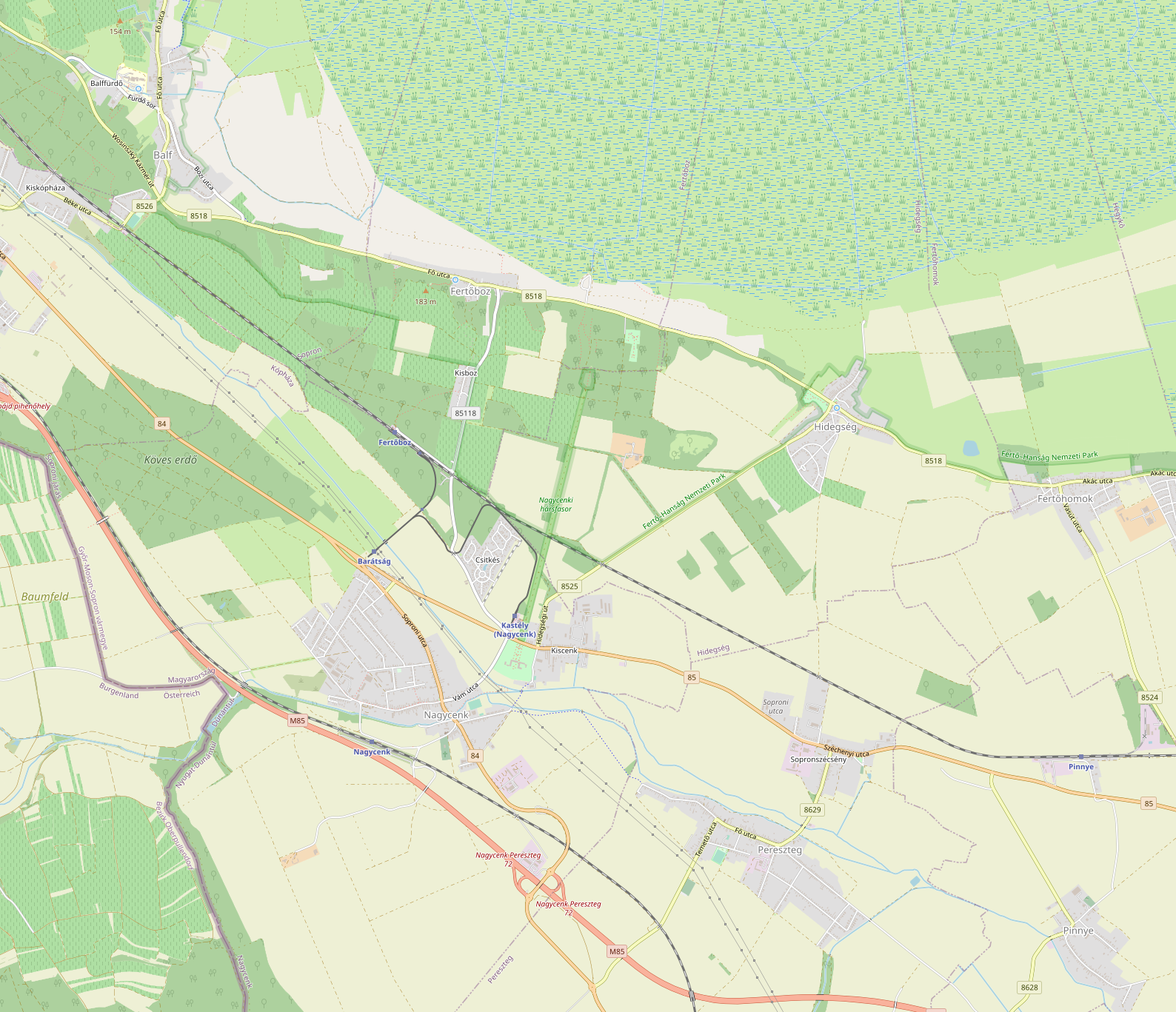
A település környékének térképe

A község közúton kiválóan megközelíthető, hiszen áthalad a területén a 84-es és a 85-ös főút, sőt az M85-ös autóút is – igaz, ez utóbbinak a szomszédos Nagycenk területén van csak csomópontja. A 84-es a községnek csak külterületein, a 85-ös pedig Sopronszécsény nevű településrészén halad keresztül, a „történelmi” településközpont csak a két főutat összekötő 8629-es úton érhető el.
A hazai vasútvonalak közül a települést a Sopron–Szombathely-vasútvonal érinti, amelynek korábban két megállási pontja is volt itt: a 8629-es út vasúti keresztezése mellett Pereszteg megállóhely, a község déli határrészei között, Vejkemajor külterületi településrész közelében pedig Vejke megállóhely, de ma már egyiken sem állnak meg az áthaladó vonatok.
Rendszeres autóbuszjárat van a Sopron–Győr vonalon. A 60-as években bevezetett Nagylózs–Sopron járattal még kedvezőbbé vált a közlekedés, mert több megálló is van a faluban.

## Története

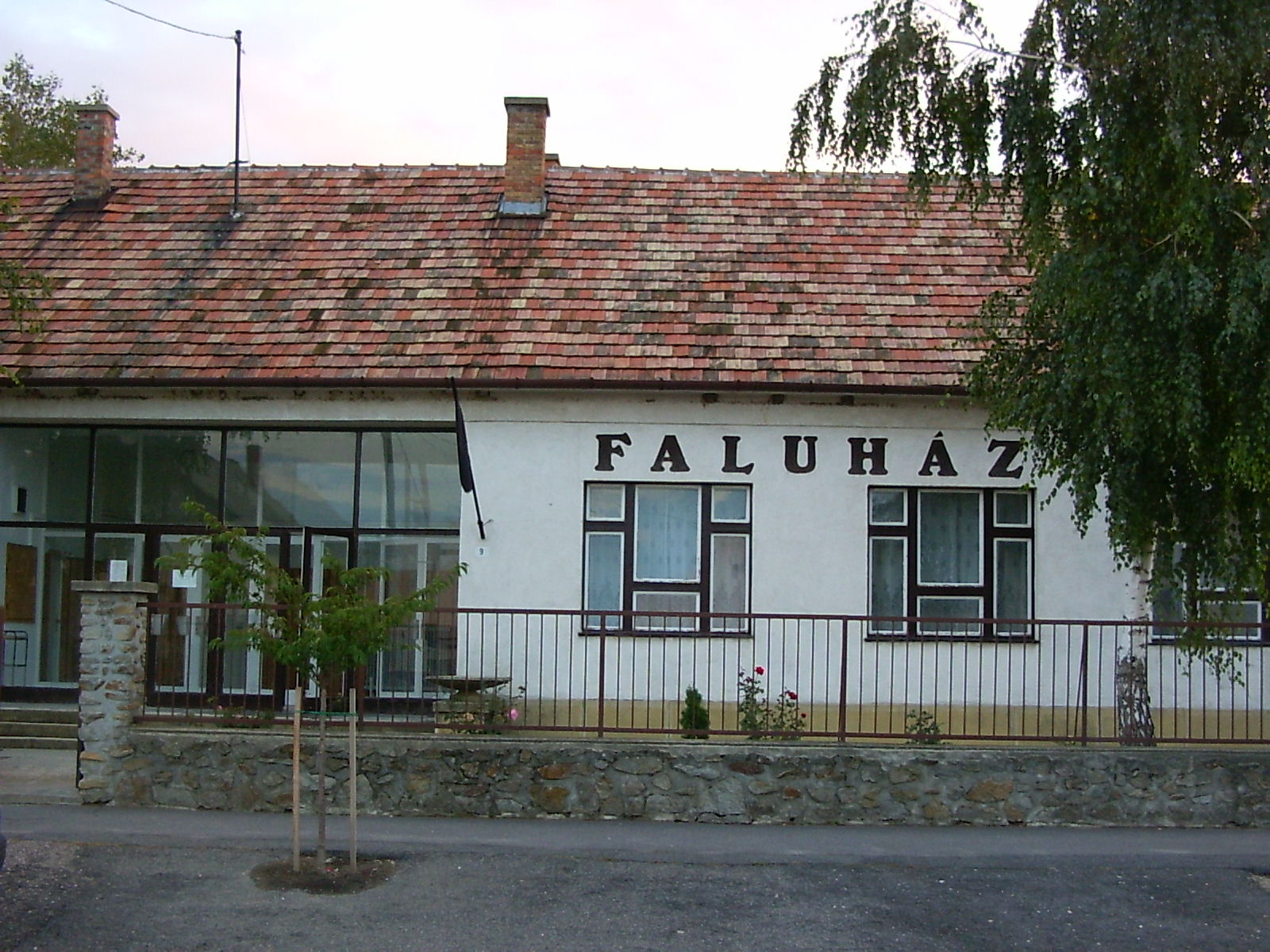
A faluház

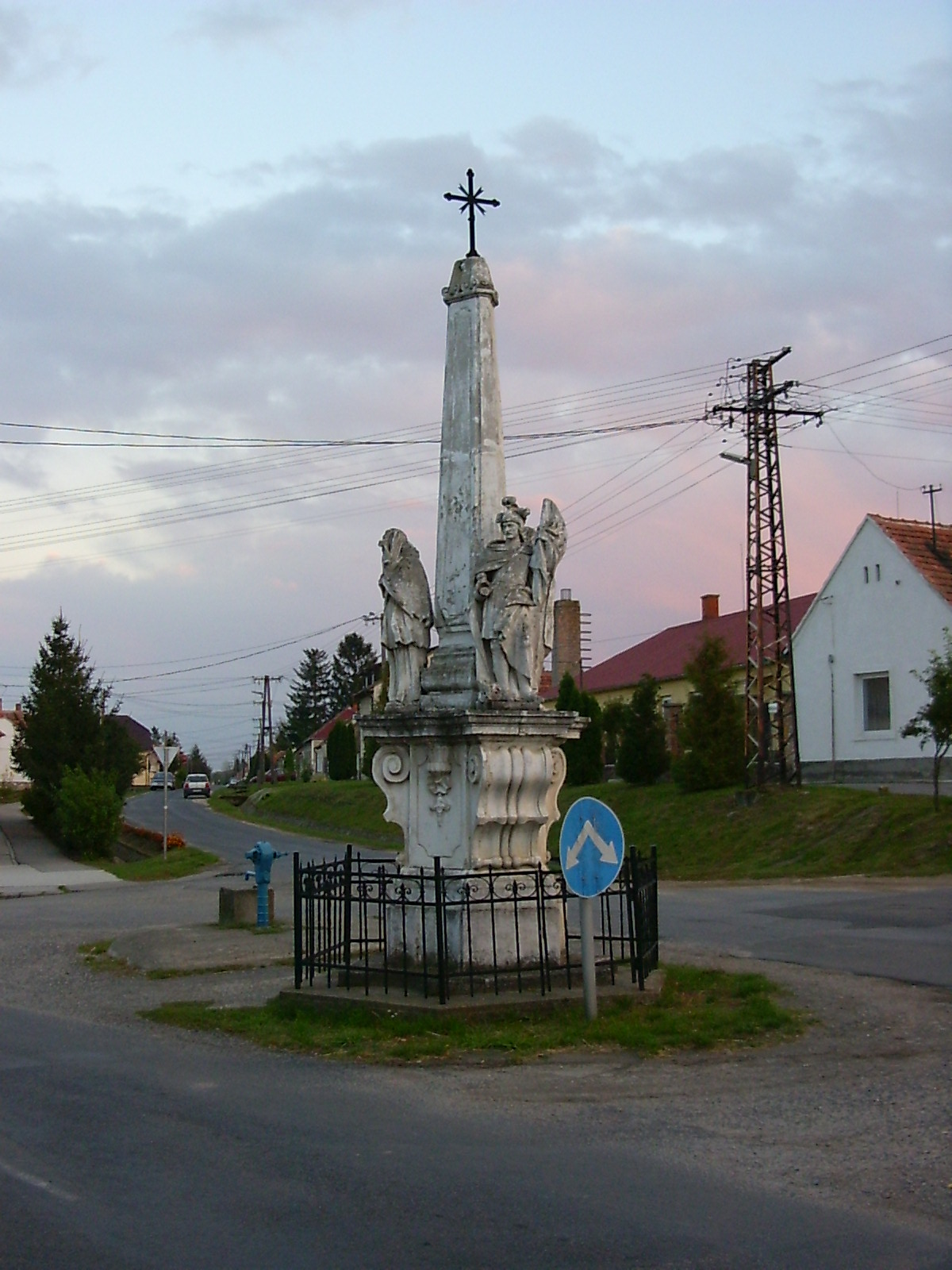
Szentháromság-emlékoszlop a 8629-es útról (nyugat felől) nézve

Pereszteg első írásos említése 1291-ből való, Nagycenkkel kapcsolatos oklevélen szerepel „Perezteg” néven. 1326-ig a soproni vár tartozéka volt, ekkor I. Károly Kanizsay Lőrincnek adományozta. 1454-ben a cseh husziták felégették további 15 községgel együtt. 1536-ban a Nádasdyak kezére került, ez idő tájt a lakosság tiszta magyar. Az 1623-ban Csepregen alakult molnár céh alapító okmánya szerint a községben két malom működött az Ikva patakon. Az 1659. évi egyházlátogatási jegyzőkönyv szerint Szent Miklós a plébánia védőszentje, és a templom restaurálásra szorul. 1660 körül Nádasdy Ferenc gróf 5 jobbágyhelyet adott Székelyi Istvánnak. 1677-ben a Széchenyiek vásárolták meg. 1683-ban, a törökök átvonulásakor 60 elhagyott ház volt a községben, 1706-ban pedig a labancok, majd a kurucok pusztították a helységet. 1715-ben a Széchenyiek mellett a Székelyi-család és a plébánia volt a birtokos.
A falu népi összetétele mai formájában a 17. században végbement betelepülések hatására alakult ki, miután a 16. század közepén a lakosság még tiszta magyar volt. 1697-től magyar iskola működött a községben. 1728-ban már 42 horvát, 20 német nevet viselő családfő volt itt a 34 magyar mellett. A 18. század közepén az erdőirtás virágkora erősen vonzotta a németséget, amely az erdőirtás konjunktúrájának letűntével továbbállt. 1740-ben Székelyi Antal Sopron vármegye esküdtje volt. A Széchenyiek ez időben osztozkodtak, és Pereszteg Schmidegg Frigyesnének szül. Széchényi Jozefának birtokába került. 1796-ban gróf Széchényi Ferenc Schmidegg Lászlótól 115 000 forintért visszavásárolta. 1806-ban újjáépíttette a templomot. 1820-ban mint hitbizomány István testvérének, Lajosnak jutott a peresztegi rész. Lajos gróf Horpács mellett sokszor tartózkodott peresztegi kastélyában is, István gyakran meglátogatta bátyját. Lajos 1830-ban a cenki Ikva patakról Peresztegig malomárkot ásatott és új malmot építtetett. Az 1904-ben megindult országos kivándorlási láz Pereszteget is elérte, 28 fő vándorolt ki Amerikába szerencsét próbálni, Szécsényből 9 fő távozott.
Sopronszécsény: Első írásos említése „Zechun” néven 1261-ből, majd „Zechen” néven 1331-ben származik. A középkorban az Osl nemzetséghez tartozó Pinnyeyek birtokolják, majd a 16. században leányágon a Zalay-családé lett. 1529-ben a törökök átvonulásakor teljesen elpusztult. 1549. évi ház-számláláskor több nemes birtoka. 1580-ban a Lászlóvits család volt birtokos. Leányuk Niczky István neje lett, így a Niczkyek, majd a Zeke család, később a Tallián és Vízkelety családok lettek a birtokosok. A községnek sem bora, sem erdeje nem volt. 1894 óta működött iskola az egyik kis házacska termében.
Mindkét falu 1898-tól 1948-ig a nagycenki körjegyzőséghez tartozott. 1899-ben alakult meg az Önkéntes Tűzoltó Egyesület. Háborús harcok a községben a II. világháború idején alig voltak, mert a község nem a fő útvonalon fekszik. 1945. március 30-án, nagypénteken a németek felrobbantották a vejkei vasúttöltést. A háború végén az oroszok hadifogolytábort rendeztek be a kastély melletti kertészet területén. A kastély ura, gróf Széchenyi Ferdinánd feleségével egy falubeli kisgazda házánál húzta meg magát félévig. A II. világháborúban 24 hősi halott volt a faluból, ebből heten szécsényiek.
1945 májusában kezdődött a földosztás. A Széchenyi-hitbizomány 250 kh. ingatlana és Széchenyi Ferdinánd 1000 holdon aluli birtoka jutott a kisemberek kezébe. A földosztás után a régi és az új gazdák egymást segítve iparkodtak pótolni a háborús veszteségeket. Az állatállomány a háború alatt igen lecsökkent. A beszolgáltatási kötelezettségekre egy példa: 1948-ban a beszolgáltatandó tej Peresztegen 318 tehén után 167 000 liter (1 tehén után 525 liter), Szécsényben 71 tehén után 36 000 liter (egy tehén után 507 liter) tej volt. A Dénes majorban magnemesítési célra állami gazdaság létesült, de ez hamarosan megszűnt.
1948. január 1-jén Pereszteg önálló körjegyzőséget kapott. Az új gazdák egy része 1950-ben termelőszövetkezetet alapított. A tanácsrendszer 1950 októberétől 1979. január 1-jéig működött. A lakosság száma 1948-ban 1287 fő volt. A lakosok között volt néhány cigány család. A múlt században települtek a Kis utcába. 4 házban 9 család lakott 63 lélekszámmal. Egy család volt közülük teknővájó, a többi cigányzenész. Egy évszázadon keresztül a vidéken is nevezetes volt a peresztegi cigányzenekar. Az utóbbi két évtizedben az ő házaik is megújultak, és lakóik beolvadtak, megszűnt a zenekar is.
A lakosság kisebb része a mezőgazdaságban, többsége az iparban talált munkát. A növénytermesztésben a gabonaféléken túl ipari növényeket – napraforgót és cukorrépát – termesztettek. Az 1949-ben a termelőszövetkezetek megsegítésére megépíttetett gépállomás ellátta a környező községeket is. 1985 óta a győri RÁBA gépgyárhoz tartozó gyáregység lett, ekkor dolgozóinak száma 80 fő volt. A Csörgető-majori téglagyár a múlt században épült és 1945-ben államosították. 1948 júniusától szeptemberig 387 000 falitéglát égettek, 109 000 hornyolt cserepet, 7000 sima, 8000 hódfarkú cserepet és 1500 gerinc cserepet. Bár 3 hónap alatt ekkora teljesítményre volt képes és még bőven volt nyersanyaga a környéken, 1968-ban mégis bezáratták. A korábban jelesen működő két kicsi vízimalom is beszüntette tevékenységét. Nem volt rá szükség, hiszen a malomipar óriásit fejlődött. Így a község lakói főleg Sopronban kerestek munkát. A községben van posta, körzeti orvosi rendelő, gyógyszertár, takarékszövetkezet, boltok és vendéglők, törpevízmű. A pinnyei gyerekek is az 1961-ben épült óvodába és a 8 osztályos általános iskolába járnak. 1981-től működik az Idősek Napközi otthona. Faluház, könyvtár a kultúrház egyes helyiségeiből kialakított tornaterem szolgálja a művelődést és a kikapcsolódást.  A 2008-as évben egy pesti magánvállalkozó  a kultúrházból  turistaszállót alakított ki, mely csoportokat tud fogadni (iskolai kirándulás, munkahelyi továbbképzés) céljából.

## Elnevezései
A 18. század végétől Németpereszteg névvel is szerepelt (talán a Hosszúperesztegtől való megkülönböztetés igényével is), s 1900-ig ez lett a község hivatalos elnevezése. Németül Perestagen a neve, horvátul hivatalosan Peresteg, de régen három további neve is volt. Az ólmodi horvátok Pristiegnek, a kópházi horvátok Perestiegnek, a hidegségiek Prestieknek hívták.

## Közélete

### Polgármesterei
- 1990–1994: Csecserits Lajos (SZDSZ)[5]
- 1994–1998: Práznek József (független)[6]
- 1998–2002: Práznek József (független)[7]
- 2002–2006: Práznek József (független)[8]
- 2006–2010: Práznek József (független)[9]
- 2010–2014: Sellei Tamás (független)[10]
- 2014–2019: Sellei Tamás (független)[11]
- 2019–2024: Sellei Tamás (független)[12]
- 2024– : Sellei Tamás (független)[1]

## Népesség
A település népességének változása:
| Lakosok száma | 1421 | 1442 | 1449 | 1502 | 1465 | 1449 | 1467 |
|               | 2013 | 2014 | 2015 | 2021 | 2022 | 2023 | 2024 |

A 2011-es népszámlálás során a lakosok 90,8%-a magyarnak, 1% horvátnak, 1,5% németnek, 1,3% románnak mondta magát (9% nem nyilatkozott; a kettős identitások miatt a végösszeg nagyobb lehet 100%-nál). A vallási megoszlás a következő volt: római katolikus 69,7%, református 2,7%, evangélikus 1%, görögkatolikus 0,3%, felekezeten kívüli 4,7% (19,7% nem nyilatkozott).
2022-ben a lakosság 91,8%-a vallotta magát magyarnak, 2,4% németnek, 0,3% románnak, 0,3% horvátnak, 0,2% cigánynak, 0,1-0,1% bolgárnak, ruszinnak és szlováknak, 1,2% egyéb, nem hazai nemzetiségűnek (7,8% nem nyilatkozott; a kettős identitások miatt a végösszeg nagyobb lehet 100%-nál). Vallásuk szerint 53,7% volt római katolikus, 2,3% református, 1,2% evangélikus, 0,3% görög katolikus, 0,1% izraelita, 0,8% egyéb keresztény, 0,8% egyéb katolikus, 5,3% felekezeten kívüli (35,4% nem válaszolt).

## Nevezetességei
- Műemlék jellegű a Szent Miklós egyhajós, középtornyos, kívül klasszicista, belül barokk jellegű rk. plébániatemplom. A templom melletti Mária szobor késő barokk, 1810 körül készült.
- A Fő u. 6. sz. ház előtt áll Szent Flórián, Szent Donát és Nepomuki Szent János hármas, késő barokk szobra a 18. század második feléből.
- A falun kívül a vasút közelében késő barokk kálvária áll az 1800-as évekből.
- A sopronszécsényi Szent Vid rk. templom egyszerű középtornyos épület 1861–62-ben készült. Mellette az 1780 körüli copf stílusú Nepomuki Szent János szobor. A temető utcájában fonatos Szentháromság szobor látható 1783-ból.